# Sonia Orbuch
Sonia Orbuch   (Liúboml, 24 de maig de 1925 - Corte Madera, 30 de setembre de 2018), nascuda Sarah Shainwald, va ser una educadora estatunidenca sobre l'Holocaust. Durant la Segona Guerra Mundial va ser una lluitadora de la resistència jueva a l'est de Polònia.
Orbuch es va amagar a boscos de Polònia amb la seva família durant la Segona Guerra Mundial. Es va unir a un grup de partisans soviètics, rebatejada com a Sonia per evitar ser capturada, i va ajudar a lluitar contra els alemanys. Després de la guerra, va tornar a casa, on va conèixer el seu futur marit. Després de tenir una filla en un camp de refugiats a Alemanya, la família finalment va emigrar als Estats Units.
Va passar la resta de la vida dedicada al compromís públic, parlant de les seves experiències i el 2009 va publicar la seva autobiografia, Here, There Are No Sarahs: A Woman's Courageous Fight Against the Nazis and Her Bittersweet Fulfillment of the American Dream.

## Primers anys
Sarah Shainwald va néixer el 24 de maig de 1925 i va créixer a Liúboml, llavors part de Polònia però ara d'Ucraïna, una ciutat a uns 320 km al sud de Varsòvia i que tenia una població majoritàriament jueva.

## Segona Guerra Mundial
La Segona Guerra Mundial va esclatar el 1939 quan tenia 14 anys. El pacte Mólotov-Ribbentrop va dividir Polònia entre Alemanya i la Unió Soviètica i la seva ciutat natal va quedar sota control soviètic. Dos anys més tard, l'operació Barba-roja va obligar els jueus de Liúboml a entrar en un gueto. Vuit mil jueus es van veure afectats, cosa que va provocar una lluita per defensar-se, escapar o amagar-se. Incapaç d'unir-se al grup partisà del seu germà a causa del seu gènere, Sarah es va amagar al bosc amb els seus pares i el seu oncle durant l'hivern de 1942 a 1943, es va mantenir en moviment i va patir gana, fred i polls.
A canvi del coneixement de la zona del seu oncle, els partisans soviètics els van acceptar i van canviar el nom de Sarah com a Sonia perquè sonés més rus. Vivien en un campament forestal i es van unir als partisans en actes de sabotatge i resistència; va ser reclutada a l'Exèrcit Roig el 1944. Durant un dels períodes familiars d'amagatall, la seva mare va morir de tifus. Va assistir els ferits, tot i no tenir formació mèdica prèvia.

## Postguerra
El maig de 1945 i al final de la guerra, va retornar a Liúboml per treballar en una oficina de correus. Aquest mateix any, es va casar amb l'antic oficial de cavalleria polonès Isaak Orbuch, a qui va conèixer a Chelm just després de la guerra. Només 50 dels 8.000 habitants de la seva ciutat, majoritàriament jueus, van sobreviure. Després de traslladar-se a un camp de refugiats a Zeilsheim, prop de Frankfurt del Main, on va donar a llum la seva filla, la família es va traslladar a Nova York el febrer de 1949, on Orbuch va donar a llum el seu fill Paul. Posteriorment, es va traslladar al nord de Califòrnia amb la seva família.
Va explicar les seves experiències en xerrades públiques i el 2009, va publicar la seva autobiografia Here, There Are No Sarahs: A Woman's Courageous Fight Against the Nazis and Her Bittersweet Fulfillment of the American Dream, de la qual va ser coautora amb Fred Rosenbaum.
Abans de morir, Orbuch va reflexionar sobre l'abast de la resistència jueva: "Tothom podia lluitar i sortir al bosc i sobreviure? No, no podien. El meu germà no va sobreviure, el meu oncle no va sobreviure". Tanmateix, ella va sentir que "cada persona del gueto lluitava a la seva manera".
Orbuch va morir el 30 de setembre de 2018. Va rebre obituaris arreu del món, inclosos els Estats Units, Àsia i Europa.

## Publicacions
- Here, There Are No Sarahs: A Woman's Courageous Fight Against the Nazis and Her Bittersweet Fulfillment of the American Dream. Gatekeeper Press, Columbus, 2009. ISBN 978-1-57143-130-1 (amb Fred Rosenbaum)